# Salins (Cantal)
Salins és un municipi francès del departament de Cantal a la regió d'Alvèrnia-Roine-Alps. El 2021 tenia 144 habitants.